# コントゥム省
コントゥム省（コントゥムしょう、ベトナム語：Tỉnh Kon Tum / 省崑嵩）は、ベトナムのかつての省(地方自治体)。省都はコントゥム市。
2015年の人口は49万5900人。

## 地理
中部高原地帯に位置する。
北はクアンナム省に、東はクアンガイ省に、南はザライ省に、西はラオス(アッタプー県)とカンボジア(ラタナキリ州)に接している。
地名の由来はベトナム語ではなく、バナール語でKonは「村」を、Tumは「湖」を意味する。

## 歴史
1967年11月、ダク・トの戦い。
1972年3月30日～6月5日、北部高原戦線。
4月23日、第2次ダク・トの戦い。
5月26日～5月27日、コントゥムの戦い。近年、土地争いの面で入植したキン族と先住の少数民族との間で諍いが起きていることは否めない。
2022年8月23日には、新たに建設された水力発電所の貯水湖の水量によるものと見られる大規模な地震が12回にわたって発生（最大の者ものは午後2時8分のM4.7）、ファム・ミン・チン首相は同日の午後に関連省庁やコントゥム省、同省に隣接する南中部沿岸地方クアンナム省の地方自治体に公電を送信し、特に科学技術省に対し、ベトナム科学技術研究所（VAST）と協力して同地域の地震の原因と危険レベルの調査・評価を実施し、安全策や防止策を提案するよう促した。
2025年、クアンガイ省に統合された。

## 行政区分
コントゥム省は1市9県に区分される。

### 市
1. コントゥム市（Kon Tum / 崑嵩）

### 県
1. ダクグレイ県（Đắk Glei）
2. ダクハ県（Đắk Hà / 得河）
3. ダクトー県（Đắk Tô / 得蘇）
4. コンプロン県（Kon Plông）
5. コンライ県（Kon Rẫy / 崑𡓾）
6. ゴクホイ県（Ngọc Hồi / 玉回）
7. サータイ県（Sa Thầy / 沙柴）
8. トゥーモーロン県（Tu Mơ Rông / 須麻容）
9. イアフドライ県（Ia H'Drai）

## 住民

### 民族
背の高いコミュニティー・ハウスで有名なバーナー族を初めとし、セダン族, ジエ・チエン族, ラグライ族等、多くの少数民族が住む。近年キン族の入植が進んでいる。

### コントゥム省出身の著名人
- ベトちゃんドクちゃん
- シウ・ブラック（英語版）